# ژانگ فوشنگ
ژانگ فوشنگ (انگلیسی: Zhang Fusheng؛ زادهٔ ۲۰ سپتامبر ۱۹۹۳) تیرانداز اهل چین است. وی در بازی‌های المپیک تابستانی ۲۰۱۶ حضور داشته‌است.